# Nathacha Appanah
Nathacha Devi Pathareddy Appanah (sinh ngày 24 tháng 5 năm 1973) là một tác giả người Mauritius gốc Pháp. Cô đã dành phần lớn thời niên thiếu của mình ở Mauritius. Cô từng làm nhà báo, nhà phê bình chuyên mục thơ và tạp chí trên các tạp chí Le Mauricien và Week-End Scope trước khi di cư sang Pháp.
Kể từ năm 1998, Nathacha Appanah được biết đến như một nhà văn hoạt động tích cực. Cuốn sách đầu tiên của cô Les Rochers de Poudre d'Or (được xuất bản bởi Éditions Gallimard) đã nhận được giải thưởng "Prix RFO du livre".

## Tuổi trẻ
Appanah sinh ra ở Mauritius vào ngày 24 tháng 5 năm 1973, trong một gia đình Ấn Độ truyền thống. Tiếng mẹ đẻ của cô là tiếng Maurit creole, giống như hầu hết mọi người đến từ Mauritius. Lúc nhỏ, cô học ở Mauritius. Cô làm việc cho các tạp chí nổi tiếng ở Mauritius Le Mauricien và Week-End Scope. Cô di cư sang Pháp trong năm 1998, sau đó bắt đầu với sự nghiệp viết lách của mình. Cô đã xuất bản thơ và tin tức về Mauritius trên các tạp chí.

## Tác phẩm
Tác phẩm đầu tiên của cô là The rocks of gold dust, xuất bản trong quyển sách Dark Continents. Blue Bay Palace là cuốn tiểu thuyết thứ hai Cô viết thêm hai cuốn sách nữa mang tên Blue Bay Palace (2003, Éditions Gallimard) và La Noce d'Anna (2005, Éditions Gallimard). Năm 2007, cô phát hành cuốn sách Le Dernier Frère Ed de L'Olivier, tiếp tục giành giải thưởng FxAC của Prix.
Cuốn tiểu thuyết Người anh em cuối cùng của cô dựa trên câu chuyện của một người Do Thái mồ côi thoát khỏi cuộc xâm lăng của Đức Quốc xã vào Tiệp Khắc và bị từ chối nhập cảnh vào Palestine do Anh thống trị. Trong một bài đánh giá được đăng trên tờ The Guardian về cuốn tiểu thuyết, có đoạn trích dẫn là "một tác phẩm tuyệt vời và đáng tin cậy, một bức tranh hấp dẫn về sự cô đơn của một đứa trẻ và sự phấn khích, ngắn ngủi khi đến hồi kết". New York Times đánh giá cuốn tiểu thuyết thứ tư của cô, Người anh em cuối cùng, đứng thứ 2 chỉ sau tác phẩm đoạt giải Nobel năm 2008 J. M. G. Le Clézio trong số tất cả các tác phẩm của các nhà văn Maurita. Cuốn sách được dịch sang tiếng Anh bởi Strachan và là tác phẩm thứ hai của cô được dịch.